# Cateterismo urinario

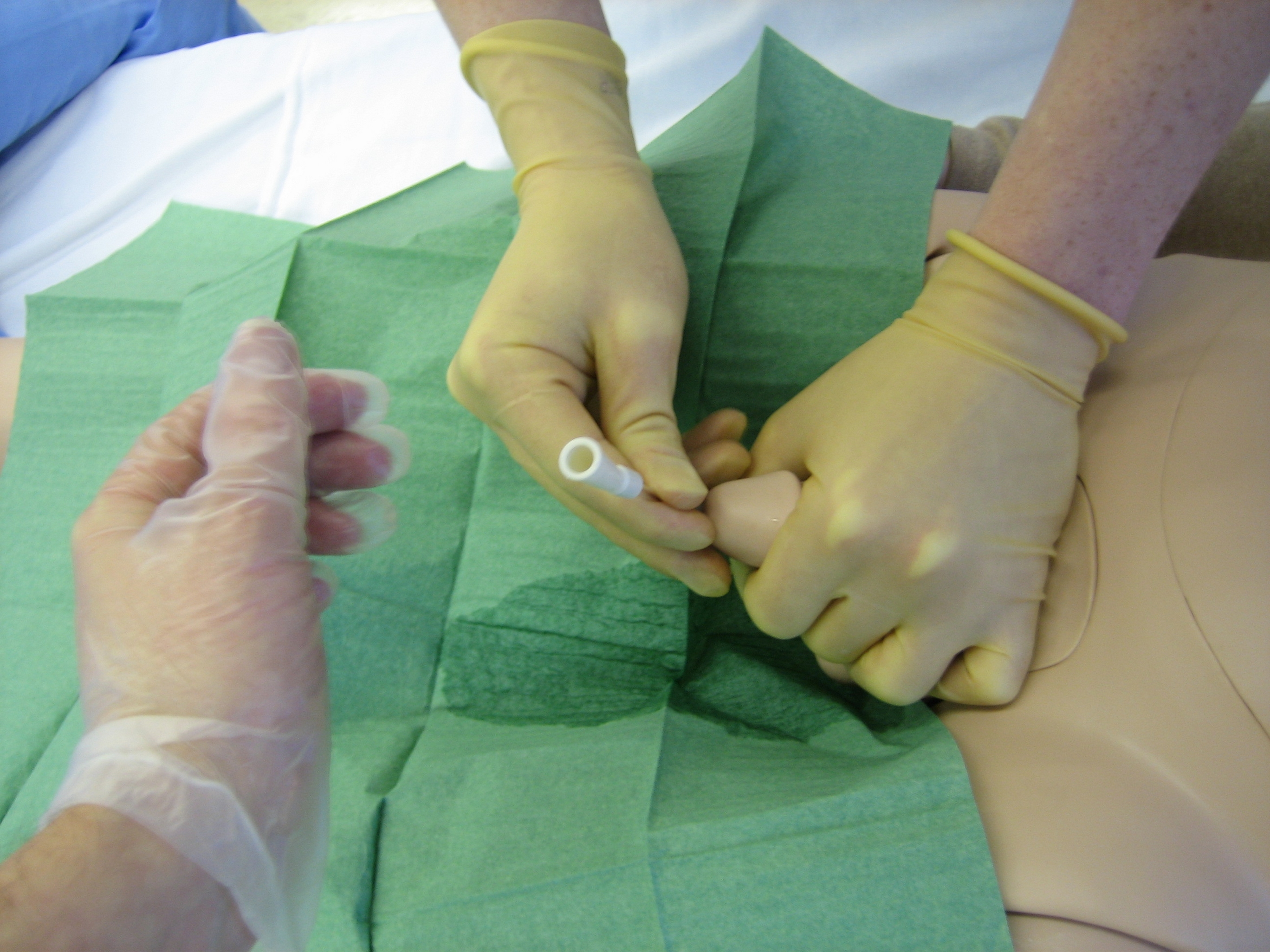
Cateterizzazione urinaria eseguita per addestramento su un manichino

Con il termine cateterismo urinario ci si riferisce all'inserimento nella vescica di un paziente, attraverso l'uretra, di un tubo in lattice, poliuretano, oppure silicone conosciuto con il nome di catetere urinario.
La cateterizzazione permette il drenaggio dell'urina del paziente che liberamente fluisce dalla vescica e viene raccolta in un sacchetto vescicale.
Il catetere può essere utilizzato per iniettare in vescica liquidi o farmaci utilizzati in determinati trattamenti, così come per fare diagnosi di alcune condizioni patologiche della vescica.
Un sanitario, in genere un medico o un infermiere, esegue la procedura in condizioni di asepsi.  In alcune situazioni dovendosi eseguire ripetuti cateterismi per esempio a causa di una vescica neurologica con atonia del viscere, il paziente può essere educato all'auto-cateterismo.
Il catetere utilizzato può essere lasciato per lungo tempo in posizione in vescica (catetere a permanenza o a dimora) oppure può essere rimosso dopo ogni cateterismo (catetere a intermittenza).

## Tipi di catetere
Con il termine cateterismo urinario ci si riferisce all'inserimento nella pelvi di un paziente. In commercio sono a disposizione diversi tipi di catetere:
- Catetere Foley: viene mantenuto in sede per mezzo di un palloncino in corrispondenza della punta che viene gonfiato con acqua sterile. I cateteri sono disponibili in diverse dimensioni e possono essere realizzati sia in silicone sia in gomma naturale.
- Catetere Nelaton, a differenza del Foley non ha il palloncino d'ancoraggio e viene quindi utilizzato per il cateterismo estemporaneo.
- Catetere Tiemann, si tratta di un catetere con punta ricurva per favorire il cateterismo nei maschi, la punta ha forma conica con angolatura di 30°
- Catetere di Mercier, simile al Tiemann, ma semirigido e con punta angolata a 30-45°, utilizzato in caso di ipertrofia importante
- Catetere di Robinson: è un catetere flessibile utilizzato per il drenaggio breve e intermittente delle urine. A differenza del catetere Foley, non ha un palloncino sulla punta e quindi non può rimanere stabilmente in sede. Questo tipo di catetere può essere rivestito o non rivestito. Questo catetere presenta da 2 a 6 aperture per permettere il drenaggio dell'urina e si rivela particolarmente utile in presenza di coaguli di sangue che potrebbero occludere un catetere con una sola apertura.
- Catetere Coudé: è un particolare tipo di catetere progettato con una punta ricurva per rendere più facile il passaggio attraverso la curvatura dell'uretra prostatica.
- Catetere Couvelaire (da ematuria): è un tipo di catetere a punta dritta a becco di flauto, utilizzato per l'emostasi dopo un intervento di resezione trans uretrale di prostata (TURP). Si tratta di un catetere molto utile in caso di procedure endoscopiche, chirurgiche o in presenza di ematuria macroscopica. Di questo catetere ne esistono a due e tre vie, vale a dire con un lumen doppio o triplo.[1]
- Catetere di Dufour (per ematuria importante) è del tipo semirigido, autostatico a 3 vie, con punta curvatura di 30° a becco di flauto con 2 fori laterali contrapposti
- Catetere esterno tipo Texas: è un catetere esterno, collegato a un'estremità con un condom, che viene utilizzato nei maschi incontinenti e comporta un minor rischio di infezione rispetto a un catetere a permanenza.[2][3]

## Misure del catetere
Il diametro del catetere viene misurato con la scala di unità French, le cui unità sono graduate in terzi di millimetro. Le dimensioni di utilizzo più frequente variano da 10 F (3,3 mm) a 28 F (9,3 millimetri). Si ricorda che 1 F equivale appunto a 0,33 mm di diametro. Il medico sceglie una dimensione di catetere sufficientemente grande da consentire il libero flusso di urina, e nel contempo abbastanza grande per controllare eventuali perdite di urina intorno al catetere.

Quando l'urina è fortemente concentrata, oppure contiene grandi quantità di sedimenti, oppure in presenza di ematuria, necessita una dimensione di catetere più grande. Più grande è un catetere e maggiori sono le probabilità di danneggiare l'uretra.

## Differenze di genere
- Nei maschi, il catetere viene inserito nel tratto urinario attraverso il meato uretrale esterno, a livello del pene, dopo aver eseguito la disinfezione della zona. Si può utilizzare un catetere maschile esterno, tipo Texas, cioè un catetere dotato di preservativo all'apice. Questo tipo di catetere presenta una guaina sintetica o di gomma che viene posizionata sopra il pene, similmente a quanto avviene con il condom per la contraccezione. Un tubo di drenaggio è collegato alla guaina e consente all'urina di fluire in una sacca di raccolta. Il catetere Texas non è un vero e proprio catetere, in quanto non viene posizionato in uretra né spinto fino alla vescica.
- Nelle femmine, il catetere viene inserito nel meato uretrale esterno, dopo aver eseguito una disinfezione della zona. La procedura nelle donne può essere complicata dalla presenza di alcune variabili nei genitali esterni, correlate all'età, all'obesità, a eventuali mutilazioni dei genitali femminili, al parto, oppure ad altri fattori. I sanitari affidandosi a un poco di pazienza e alla conoscenza dei normali punti di riferimento anatomici dovrebbero comunque concludere positivamente la tecnica nella stragrande maggioranza dei casi.

Vi è incertezza sulla reale efficacia della disinfezione che precede la cateterizzazione. Nonostante la mancanza di dati basati sull'evidenza, tradizionalmente, le soluzioni antisettiche (ad esempio a base di clorexidina) sono state utilizzate per pulire l'area periuretrale prima dell'inserimento di un catetere a permanenza. Tuttavia tale pratica sembra non diminuire i tassi di batteriuria in questa popolazione di pazienti e non è probabilmente utile.
Nei soggetti di sesso maschile si possono verificare degli spasmi della vescica. Quando compaiono gli spasmi, oppure la vescica resta a lungo vuota, il catetere può essere bloccato da un coagulo di sangue, o da sedimenti urinari, o piegamenti e inginocchiamenti del catetere stesso. Talvolta gli spasmi sono causati dalla presenza stessa del catetere che risulta irritante per la vescica, la prostata, o il pene. Questi spasmi possono essere controllati da farmaci come la butilscopolamina, anche se la maggior parte dei pazienti non viene trattata per l'irritazione e gli spasmi nel giro di pochi giorni si risolvono.

## Indicazioni alla cateterizzazione
Tra le indicazioni alla cateterizzazione di un paziente si segnalano:
- Ritenzione urinaria acuta o cronica (che può in un secondo momento determinare una lesione a livello renale).
- Interventi, procedure o disturbi di tipo ortopedico che possono limitare il movimento del paziente.
- Necessità di un accurato monitoraggio della diuresi, come nel caso di pazienti affetti da scompenso cardiaco o ricoverati in un'unità di terapia intensiva.
- Iperplasia prostatica benigna.
- Disturbi vescicali e prostatici secondari a diversi interventi chirurgici coinvolgenti questi organi.

## Procedura e disturbi da cateterizzazione
In alcuni pazienti l'inserimento e la rimozione di un catetere provoca dolori lancinanti. Per questo motivo viene utilizzato in genere un anestetico ad azione locale (ad esempio lidocaina gel o simili). Il cateterismo vescicale non è una procedura semplice e dovrebbe essere eseguito in modo sterile da personale sanitario qualificato, utilizzando dispositivi appositamente progettati per questo scopo.
L'unica eccezione è rappresentata dall'auto-cateterismo intermittente in cui è il paziente stesso che è stato istruito e formato per eseguire la procedura in modo autonomo.
L'auto-cateterismo intermittente viene eseguito dal paziente 4-6 volte al giorno, con una tecnica che nella maggior parte dei casi appare corretta e sufficientemente asettica.  Gli infermieri debbono ricorrere a una tecnica sterile per eseguire il cateterismo intermittente in ambito ospedaliero.
Una tecnica non corretta può causare traumi dell'uretra o della prostata, infezioni delle vie urinarie, o una parafimosi nel maschio non circonciso. Per i pazienti con lesioni del midollo spinale e disfunzione vescicale (vescica neurologica), il cateterismo intermittente è un metodo standard per lo svuotamento della vescica.
La tecnica è sicura ed efficace e determina buoni risultati sia a livello del rene sia del tratto urinario, comportando una riduzione del reflusso vescico-ureterale e un miglioramento della continenza.

Oltre ai vantaggi clinici, la qualità di vita del paziente è esaltata dalla maggiore indipendenza e sicurezza offerta dall'autocateterismo.

## Catetere a dimora
Un catetere che viene lasciato in posizione per più di un breve periodo di tempo è generalmente collegato a una sacca di drenaggio per raccogliere l'urina. Ciò consente anche la misurazione del volume di urina prodotto dal paziente.
La scelta del catetere urinario e del sistema di drenaggio più appropriato è un fattore molto importante per il comfort del paziente. Una scelta non corretta può comportare una serie di problemi e disagi inutili per il paziente associati al catetere.
Esiste una vasta gamma di cateteri, materiali e sistemi di drenaggio commercializzati da diverse aziende.
In linea di massima esistono tre tipi di sacche di drenaggio.
La prima è una "sacca urine da gamba", un dispositivo di drenaggio più piccolo che viene agganciato con delle fasce elastiche alla gamba. Una sacca da gamba di solito è portata dal paziente durante il giorno, in quanto si posiziona discretamente sotto i pantaloni o le gonne, e si svuota facilmente in una toilette.
Il secondo tipo di sacca di drenaggio, la "sacca urine da letto", è un sacchetto urine più grande che può essere utilizzato durante la notte. Questo dispositivo viene appeso a un gancio sotto il letto del paziente. La sacca non deve mai essere collocata sul pavimento, a causa del rischio di infezione batterica.
Il terzo e ultimo tipo di sacca di drenaggio, la "sacca urine addominale", viene fissata intorno alla vita. Questa sacca può essere indossata in ogni momento. Può essere indossata sotto la biancheria intima del paziente per far sì che passi completamente inosservata.
Durante un uso a lungo termine, il catetere può essere lasciato in posizione per molti giorni e settimane. Il paziente può essere istruito sulla procedura di posizionamento di un catetere per il tempo necessario per svuotare la vescica e quindi sulla sua rimozione. Questa procedura è nota come auto-cateterismo intermittente.
I pazienti che sono stati sottoposti a interventi di chirurgia maggiore sono spesso cateterizzati e possono rimanere così per qualche tempo.
Talvolta il paziente può richiedere l'irrigazione della vescica con soluzione salina sterile iniettata attraverso il catetere per lavare e rimuovere coaguli di sangue, sedimento o altri materiali che vengono drenati con difficoltà e che potrebbero occludere il catetere.
Durante l'inserimento del catetere bisogna far in modo che la vescica non si svuoti troppo velocemente, clampando il catetere dopo i primi 600 cc e dopo ogni 300 cc per 30 minuti, in quanto altrimenti si può incorrere a emorragia ex vacuo e dalla reazione ipotensiva generalizzata fino al collasso.

## Effetti dell'uso a lungo termine
La durata della cateterizzazione può avere una grande importanza e impatto sulla qualità di vita del paziente. Anche l'atteggiamento sull'uso dei cateteri urinari negli anziani in cura domiciliare è molto variabile da paese a paese e fra i diversi stati europei.

I pazienti incontinenti possono essere avviati verso un cateterismo permanente per molteplici motivi: talvolta si tratta di ragioni 'nobili' (ad esempio la ricerca di una maggiore autonomia e riduzione del disagio sociale) altre meno (minore necessità assistenziale, riduzione dei costi delle cure e simili). In ogni caso, a lungo termine, il cateterismo comporta un rischio significativo di infezione del tratto urinario. Questo è particolarmente vero negli anziani fragili, sia che siano accuditi a domicilio, sia istituzionalizzati od ospedalizzati.
A causa di questo rischio elevato la cateterizzazione è l'ultima risorsa per la gestione dell'incontinenza. A essa ci si dive rivolgere solo quando le altre misure si sono rivelate inefficaci o comunque non praticabili, preferendo, ogni qual volta è possibile, la cateterizzazione intermittente.
L'aumento delle infezioni del tratto urinario è significativo e statisticamente correlato all'inserimento dei cateteri urinari. Da uno studio del 1997 è emerso che il 100 % dei pazienti sviluppa una infezione del tratto urinario entro 30 giorni dalla cateterizzazione.
Altre complicanze a lungo termine, oltre all'infezione delle vie urinarie, possono includere gravi infezioni del sangue (sepsi), lesioni uretrali, lesioni cutanee, calcoli alla vescica e sangue nelle urine (ematuria).
Un catetere a dimora per molti mesi o anni, anche se periodicamente sostituito e strutturalmente di tipo molle (ad esempio al silicone o lattice), può causare decubito: in altre parole è possibile che, nel maschio, si formi una lesione da pressione prima sul glande e successivamente in direzione dell'angolo peno-scrotale con il rischio concreto che si formi una stenosi uretrale.  Dopo molti anni di utilizzo del catetere l'incidenza di cancro della vescica tende ad aumentare.

## Prevenzione delle infezioni
- La cura quotidiana del catetere e della sacca di raccolta delle urine sono fondamentali per ridurre il rischio di infezione.[22]

Le principali precauzioni per la prevenzione delle infezioni includono:
- Attenta pulizia della zona uretrale (la regione corporea da cui fuoriesce il catetere) e del catetere stesso.
- Lavaggio delle mani: la disconnessione della sacca di drenaggio dal catetere deve essere eseguita solo con le mani pulite!
- Scollegare la sacca di drenaggio dal catetere il più raramente possibile.[23]
- Mantenere i dispositivi di drenaggio, di collegamento, i tappi o valvole per catetere e la sacca di raccolta delle urine i più puliti possibile e cambiarli periodicamente.[24]
- Utilizzo di un catetere sottile, in ogni paziente in cui è possibile, per ridurre il rischio di danneggiare l'uretra durante l'inserimento.
- Adeguata idratazione: è bene bere liquido a sufficienza per produrre almeno due litri di urina al giorno: le urine diluite 'lavano' le vie urinarie e i dispositivi correlati alla cateterizzazione rendendo meno probabile una colonizzazione batterica.
- Rivalutazione continua sulla reale necessità di mantenere un catetere vescicale a dimora.[25]
- Interventi di tipo educativo e formativo del paziente e del personale assistenziale.[26]
- L'attività sessuale presenta un rischio molto elevato per le infezioni urinarie, in particolare per le donne cateterizzate.

I recenti sviluppi nel campo degli stent prostatici sono stati visti come una possibile alternativa alla cateterizzazione a permanenza e alle infezioni associate al loro uso.